# サニー・マイヤース
サニー・マイヤース（Sonny Myers、本名：Harold Calvin Myers、1924年1月22日 - 2007年5月7日）は、アメリカ合衆国のプロレスラー。ミズーリ州セントジョセフ出身。
アマチュアレスリングで培った技術のもと、ベビーフェイスの技巧派選手として活躍した。

## 来歴
ハイスクールの頃からスポーツ万能で、レスリングでは学生選手権に優勝。大学卒業後プロに転向し、地元のミズーリやカンザスなどの中西部をサーキット・エリアとするセントラル・ステーツ・レスリング（CSW）を主戦場に活動した。
1947年11月3日、アイオワ州でオーヴィル・ブラウンを破りNWA世界ヘビー級王座を奪取、翌年の1948年1月5日にブラウンに奪還されるまでタイトルを保持していたが、現在は王者として認定されていない。1956年には、原告側のリーダーとなってNWAを独占禁止法違反で告訴した。
日本には1960年と1963年に日本プロレスに来日。1960年の初来日時には力道山の持つインターナショナル・ヘビー級王座に2度挑戦している。また、来日中はアントニオ猪木の素質に注目し、猪木を自分に預けろと力道山に掛け合った。
1964年には海外修行でセントラル・ステーツ地区に遠征していた猪木をコーチしており、リングの上でもマイヤースはパット・オコーナー、猪木はトーキョー・トムと名乗ってモンゴリアン・ストンパーをパートナーに、NWAセントラル・ステーツ・タッグ王座を争っている。その縁故でマイヤースは1966年の東京プロレス旗揚げに協力、選手として参戦する一方で外国人レスラーの斡旋も担当し、ジョニー・バレンタインやジョニー・パワーズの初来日を実現させた。
キャリア晩年の1970年代後半から1980年代前半にかけては、スーパー・デストロイヤーなどを名乗りNWA圏にスポット参戦した。
2007年5月7日、83歳で死去。

## 得意技
- スリーパー・ホールド[1]
- ローリング・クラッチ・ホールド[3]

## 獲得タイトル
セントラル・ステーツ・レスリング
- NWAセントラル・ステーツ・ヘビー級王座 : 14回[8]
- NWAセントラル・ステーツ・タッグ王座 : 1回（w / ボビー・グラハム）[9]
- NWA USヘビー級王座（セントラル・ステーツ版） : 2回[10]
- NWA北米タッグ王座（セントラル・ステーツ版） : 4回（w / パット・オコーナー×2、ロニー・エチソン×2）[11]
- NWA世界タッグ王座（セントラル・ステーツ版） : 4回（w / ラリー・ハミルトン×2、ソー・ハーゲン、パット・オコーナー）[12]

NWAミッドアメリカ
- NWA南部ジュニアヘビー級王座 : 1回[13]

NWAウエスタン・ステーツ・スポーツ
- NWA北米ヘビー級王座（アマリロ版） : 2回[14]
- NWAサウスウエスト・ヘビー級王座 : 1回[15]
- NWAサウスウエスト・タッグ王座 : 3回（w / Dizzy Davis、レオ・ガリバルディ、Larry Chene）[2]

サウスウエスト・スポーツ・インク
- NWAテキサス・ヘビー級王座 : 4回[16]

セントルイス・レスリング・クラブ
- NWAミズーリ・ヘビー級王座 : 1回[17]

NWAオールスター・レスリング
- NWAインターナショナル・タッグ王座（バンクーバー版）：1回（w / ディーン・ホー）[18]